# Leuchtturm Unterfeuer Bubendey-Ufer
Der Leuchtturm Unterfeuer Bubendey-Ufer bildet zusammen mit dem Leuchtturm Oberfeuer Bubendey-Ufer die Richtfeuerlinie Bubendey-Ufer für elbaufwärts fahrende Schiffe im Hamburger Stadtteil Waltershof.
Der Turm ist rot-weiß gestreift und hat ein viereckiges, hölzernes, weißes, rot umrandetes Toppzeichen. Er steht rund 1.010 Meter vom Oberfeuer entfernt direkt am Fähranleger Bubendey-Ufer.

## Neubau
Für die Jahre 2013/14 war ein Neubau des Unterfeuers geplant, da die bisherigen Ober- und Unterfeuer wegen der Erweiterung eines Terminals abgerissen werden müssen. Das neue Unterfeuer soll dann eine Höhe von 70 Metern haben, wird aber nicht gebaut, solange das Bundesverwaltungsgericht in Leipzig nicht über die Fahrrinnenanpassung der Elbe entschieden hat. Um eine Verwechslungsgefahr der Türme mit Containerbrücken zu vermeiden, werden sie schwarz-weiß gestreift sein.

## Weblinks

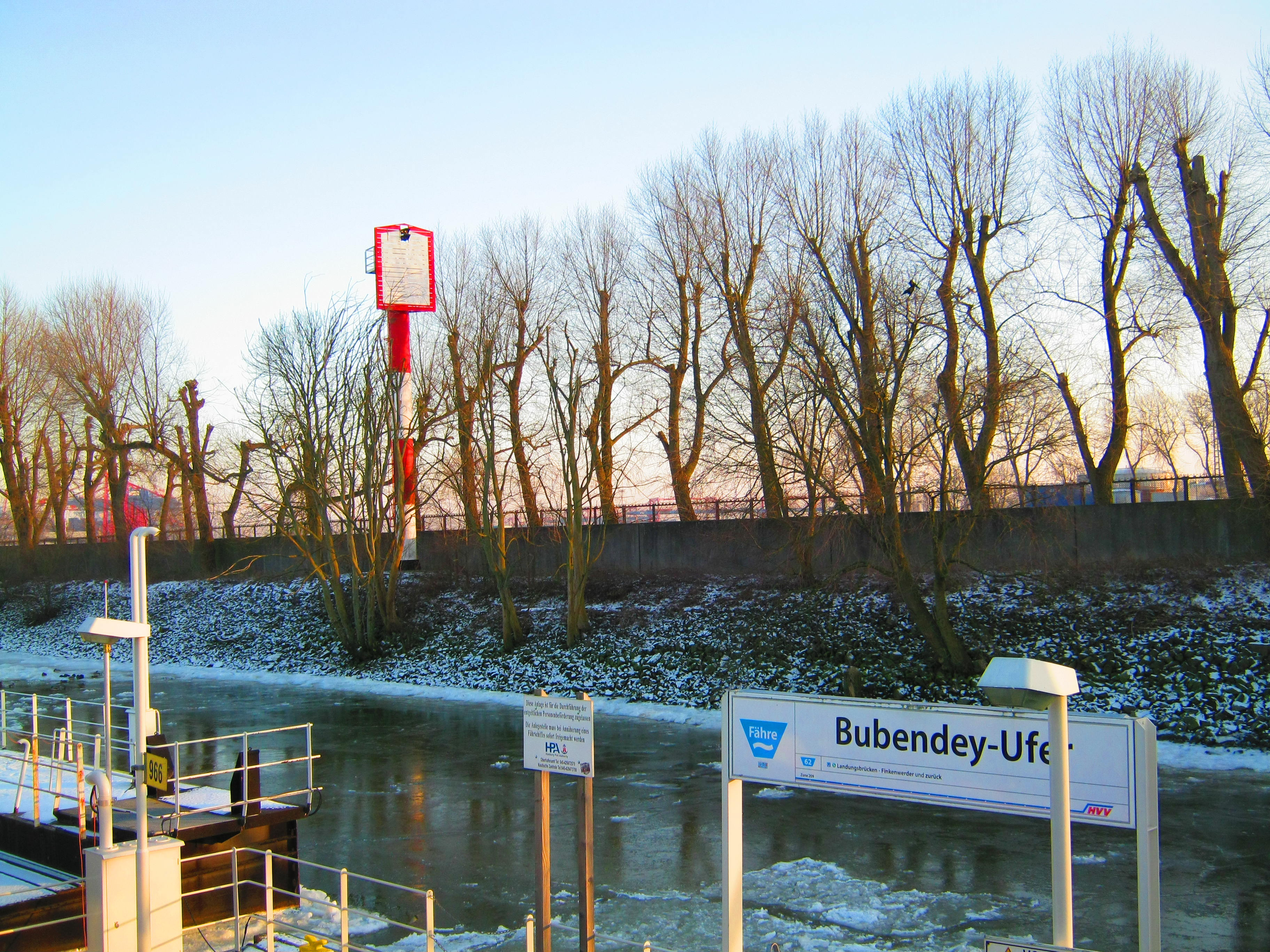
Leuchtturm am Fähranleger Bubendey-Ufer